# 반고정닉

디시인사이드 기본 반고정닉 로고

고정닉과 반고정닉 로고 비교. 고정닉은 노란색 배지가 있다.

반고정닉(반 + 고정 + 닉네임)은 로그인을 했지만 동일한 닉네임이 없는 것으로 확인되지는 않은 사람이다. 줄여서 반고닉이라고도 부르며, 반대로는 고정닉과 유동닉이 있다.

## 고정닉과 비교
고정닉과 비슷하지만 중복 확인이 되지 않은 것이 특징으로, 계정을 만들고 고정닉 선택을 하지 않으면 기본으로 적용된다. 즉, 사칭 계정일 수도 있다는 것이다. 이런 이유와 '디시인사이드 유일 닉네임'이라는 것에 고정닉을 많이 선택한다.

## 같이 보기
- 디시인사이드
- 디시인사이드의 용어
- 유동닉